# Josef Bogendorfer
Josef Bogendorfer (15. ledna 1858 Asparn an der Zaya – 10. října 1925 Asparn an der Zaya) byl rakouský křesťansko sociální politik, na počátku 20. století poslanec Říšské rady, v poválečném období poslanec rakouské Národní rady.

## Biografie
Vychodil národní školu a šest tříd reálné školy. Působil jako majitel zemědělského hospodářství v rodném Asparn an der Zaya. Angažoval se v Křesťansko sociální straně Rakouska. Byl starostou Asparn an der Zaya a členem okresní školní rady. Byl poslancem Dolnorakouského zemského sněmu.
Na počátku 20. století se zapojil i do celostátní politiky. Ve volbách do Říšské rady roku 1911 získal mandát v Říšské radě (celostátní zákonodárný sbor) za obvod Dolní Rakousy 54. Usedl do poslanecké frakce Křesťansko-sociální klub německých poslanců. Ve vídeňském parlamentu setrval až do zániku monarchie.Profesně byl k roku 1911 uváděn jako poslanec zemského sněmu, majitel hospodářství a starosta.
Po válce zasedal v letech 1918–1919 jako poslanec Provizorního národního shromáždění Německého Rakouska (Provisorische Nationalversammlung).